# Drassanes Reials de Barcelona
Le Drassanes Reials de Barcelona (in spagnolo Atarazanas Reales de Barcelona) sono un edificio gotico che si trova sul lato marittimo della città di Barcellona. La costruzione delle drassanes, che vuol dire "cantieri navali", è iniziata nel XIII secolo durante il regno di Pietro III di Aragona, detto Pietro il Grande.

## Storia
Questi cantieri navali non sono i primi di cui si abbia notizia nella storia di Barcellona. Si è a conoscenza, infatti, della presenza di altre drassanes dal lato della porta Regomir, accanto alle mura. Durante la conquista di Maiorca e di Valencia da parte di Giacomo I, nel 1243, già è documentata la presenza di altri cantieri navali situati "verso ponente". A partire dalla costruzione delle nuove mura, durante il XIV secolo, i cantieri navali situati ai piedi del Montjuïc diventano gli unici della città.
Alle origini, le drassanes vengono destinate alla costruzione delle galee della flotta aragonese. Durante il regno di Alfonso V d'Aragona, detto Alfonso il Magnanimo, si verifica il periodo di maggiore attività. Nel 1423 vengono costruite dodici galee. Nel 1571 è in questi cantieri navali che viene costruita la galea di Don Giovanni d'Austria, nave ammiraglia durante la Battaglia di Lepanto. Nel secolo XVIII, l'attività di cantieristica navale viene spostata a Cartagena. Dopo la sconfitta contro i Borbone, durante la guerra di successione spagnola del 1714, nell'edificio viene installata una caserma di artiglieria dell'Esercito spagnolo, fino all'anno 1935, anno in cui viene ceduto al comune, che vi installò il Museu Marítim de Barcelona inaugurato il 18 gennaio 1941.
A ottobre del 2010 il Museu Marítim de Barcelona venne chiuso al pubblico per permettere una serie di estesi lavori di ristrutturazione e di ricerche archeologiche approfondite, che si situano nel solco degli studi iniziati nel 1941. Queste nuove indagini hanno permesso di portare alla luce due aspetti molto importanti dell'edificio e della storia della città: il ritrovamento di una necropoli romana all'interno del recinto e il fatto che la struttura del cantiere, pur essendo stata iniziata nel secolo XIII, risalga per la maggior parte al secolo XVI.
Il Museu Marítim de Barcelona ha riaperto le sue porte al pubblico il 16 febbraio 2013. Ospiterà esposizioni temporanee fino al completamento definitivo del percorso museale.

## Costruzione

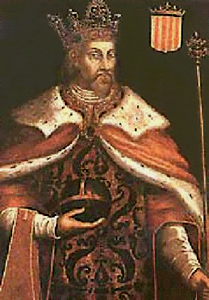
Pietro il Grande, promotore dei cantieri navali a Barcellona

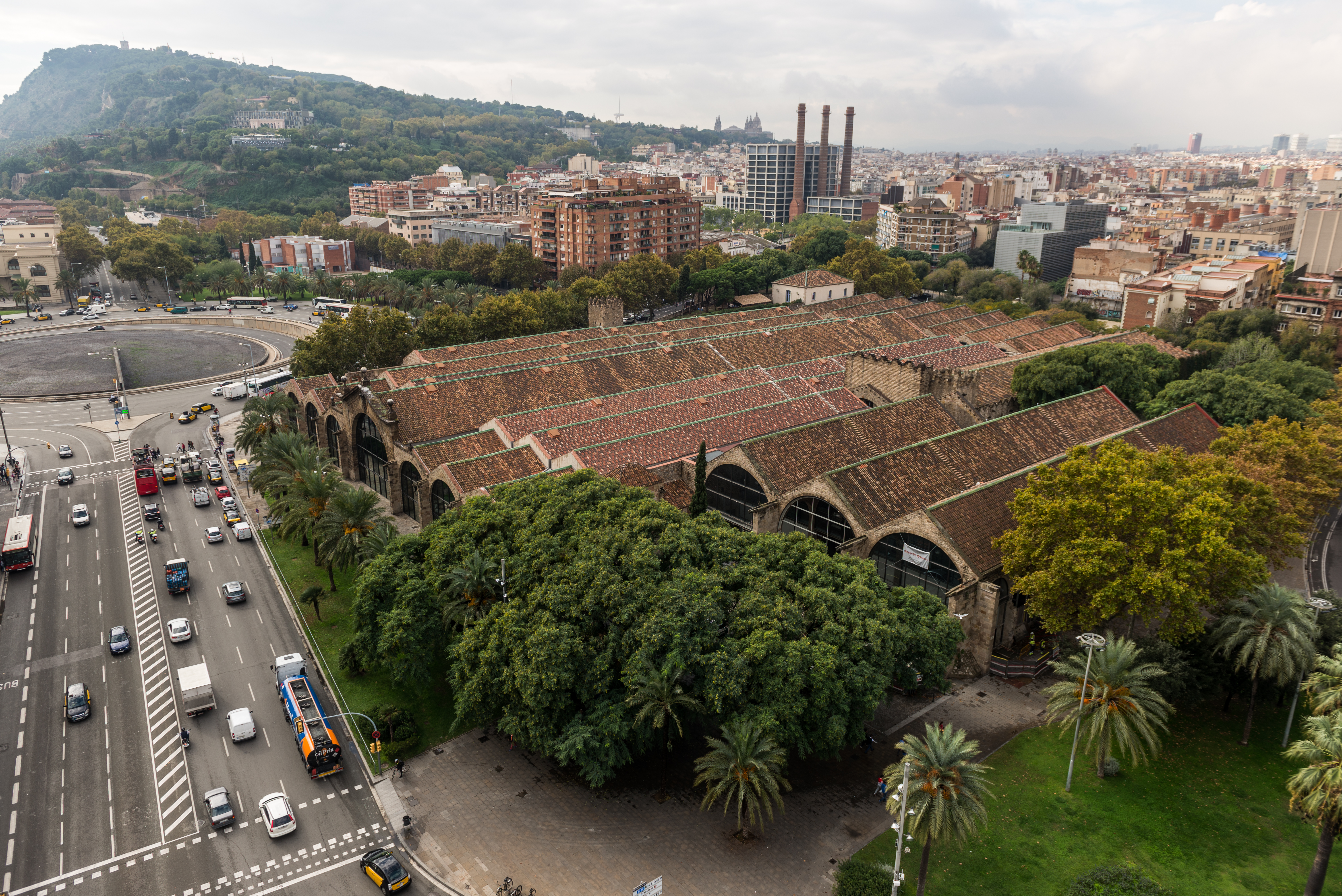
Vista delle Drassanes Reials de Barcelona vista dal monumento a Cristoforo Colombo.

Durante il regno di Pietro il Grande tra 1280 e 1300, inizia la costruzione dei cantieri navali, in un ampio edificio di pianta rettangolare con quattro torri agli angoli, delle quali oggi ne esistono ancora due.
Alfonso IV di Aragona, detto Alfonso il Benigno, nel 1328 ordina la costruzione della copertura, ma per alcuni contrattempi, tra i quali alcune forti tempeste, i lavori proseguono molto lentamente e continuano con l'avvento di Pietro IV di Aragona, detto Pietro il Cerimonioso, che cerca di trasferire le Drassanes presso La Ribera. Il Consell de Cent, pur deplorando la mancanza di copertura, impedisce questo trasferimento, offrendo al re la partecipazione al progetto con un contributo di 10000 fiorini in sette anni e chiedendo al monarca un contributo di 7000 fiorini, oltre al permesso di tenere al coperto le galee appartenenti alla città.
Secondo l'unico registro conservato, vengono costruiti quattro magazzini e vengono eseguiti altri lavori di pavimentazione della metà settentrionale. I materiali impiegati derivavano dalla cava del Montjuïc, la sabbia dalla stessa spiaggia vicina ai lavori, la legna dal Baix Ebre e dai Gavarres e il cordame e le mattonelle da Valencia.
Un grande ampliamento viene realizzato sotto il regno di Giovanni I di Aragona, detto il Cacciatore, a causa delle necessità navali dei commercianti catalani e della corona catalano-aragonese. Viene firmato un nuovo accordo tra il re e la città nel 1390, per l'ampliamento dei cantieri e la creazione di un palazzo reale adiacente, con una piazza aperta al mare, sul modello di Piazza San Marco e del Palazzo Ducale di Venezia. La realizzazione del palazzo non viene portata a termine. Scavi condotti di recente hanno mostrato la presenza delle sole fondazioni.
Tra le modificazioni più importanti ai cantieri, si ricordano la copertura del giardino centrale e la costruzione del Porxo Nou (portico nuovo).
L'aggiunta gotica (dell'anno 1381), consiste di otto navate e di diciotto sezioni separate da colonne di pianta quadrata, che misurano 77 centimetri di lato e 6 metri d'altezza. Da ogni colonna partono gli archi che sostengono le travi del tetto. Alla fine del XV secolo le navate costruite erano sedici.
La Generalitat de Catalunya si è fatta carico della sua amministrazione a partire dal 1578, facendo costruire, nel 1618 tre nuove navate, di disegno e materiali identici a quelle d'epoca medievale, di dimensioni, però, diverse e disposte trasversalmente rispetto alle altre. Tra 1641 e 1644 vengono fortificate le mura, a causa della sollevazione della Catalogna (Guerra dels Segadors).
Nel XVIII secolo viene ampliata la navata centrale. Contemporaneamente, una fila di colonne viene distrutta per far spazio ai nuovi modelli di nave.